# Перес, Жан
Жан Перес (фр. Jean Pérez; 4 декабря 1833, Тарб — 11 сентября 1914) — французский зоолог. Отец зоолога Шарля Переса.
Окончил Бордоский университет. Работал помощником учителя, учителем в лицее в Перигё и в коллеже в Сен-Севере. В 1860—1861 гг. получил в Париже степень лиценциата по естественным наукам и физике, после чего преподавал в коллежах в Бержераке и Ажане. В 1867 г. защитил в Париже докторскую диссертацию по естественным наукам, посвящённую червю-паразиту Rhabditis terricola и удостоенную Французской академией наук премии Тремона для молодых учёных. С 1867 г. преподавал зоологию в Бордоском университете, с 1871 г. ординарный профессор. В 1874 г. подготовил для регионального распространения инструкцию по борьбе с филлоксерой.
Наиболее известен работами по гименоптерологии. В 1889 г. выпустил популярную книгу о пчёлах (фр. Les abeilles), в 1895 г. — книгу «Новые виды медоносных насекомых Варварийского берега» (фр. Espèces nouvelles de mellifères de Barbarie (diagnoses préliminaires)), в которой бегло описал 267 видов североафриканских перепончатокрылых, не снабдив, однако, описания указаниями на места обитания. В 1910 г. впервые описал шершня Vespa multimaculata.
Кавалер Ордена Почётного легиона (1892).